# Ayuntamiento de Parla

El Ayuntamiento de Parla es el órgano encargado del gobierno y administración del municipio de Parla (Comunidad de Madrid, España). Está presidido por el alcalde de Parla. Actualmente ocupa dicho cargo Ramón Jurado Rodríguez, del PSOE.A disfruttar de lo votado. Esta administración tiene su sede en la plaza de la Constitución en la confluencia de las calles Fuenlabrada y Olivo, situada entre el Casco histórico y Parla Centro.

## Sede
Antiguo Ayuntamiento de Parla
El edificio histórico del ayuntamiento de Parla, se encuentra ubicado en el N.º 1 de la plaza de la Constitución, antiguamente llamada plaza Mayor de la villa, que durante la época franquista se denominó como plaza del caudillo. 
Es un edificio de tres cuerpos, uno central más alto y dos laterales, con dos plantas, su fachada está pintada totalmente en blanco, con los años ha sufrido diferentes intervenciones de mantenimiento que han ido cambiado la estética del edificio, consta que fue reconstruido a comienzos del siglo XX, en sustitución a las antiguas casas del ayuntamiento de los siglos anteriores que tenían más de un uso, ofreciendo diferentes servicios municipales, pues estas albergaban en la planta baja en el lateral izquierdo los calabozos, mientras que en el derecho se situaba los toriles, ya que en las fiestas la plaza de la constitución era utilizada para albergar los festejos taurinos en épocas pasadas, y al lado de estos la parte que era el utilizado como escuela y la parte central en la zona alta como ayuntamiento. 
En el proceso de su reconstrucción y restauración tan solo queda de su diseño original la parte del cuerpo central que fue lo que se aprovechó de la antigua infraestructura de las casas del ayuntamiento. Pues el cuerpo central originalmente contaba con un soportal central sujeto por varias columnas de madera, que en su restauración fueron sustituidas por nuevas columnas de ladrillo enfoscado y pintado que forman 5 arcos, encima del soportal se ubicaba una gran terraza con el balcón techado resguardado de la lluvia con una infraestructura de teja y columnas de madera como la parte baja, con la restauración del edificio esta terraza se abrió y se añadió una barandilla de hierro donde están sujetas las banderas, en la parte alta de esta se ubica un pequeño torreón en el que hay instalado un reloj circular, antes del proceso de reconstrucción del edificio se realizaron unas pequeñas obras de mantenimiento que afectarían a la zona del tejado y a un rediseño del torreón, reduciendo la altura y posicionando el reloj en la parte central, pintando la parte que enmarca el reloj en amarillo claro y encima de este se ubicaría la campana, quedando por encima de esta una estructura triangular, estos dos elementos fueron reutilizados pues procedían de la antigua torre desaparecida de la Iglesia de Nuestra Señora de la Asunción, por lo que este elemento ya se mantendría sin modificar hasta la actualidad.
Mientras que los dos laterales del edificio se rehicieron de cero dotándolos de mayor altura haciéndolos más simétricos entre sí, y comunicándolos con todo el edificio, ya que anteriormente cada puerta de acceso era independiente de cada uno de los servicios municipales utilizados, pues a partir de este momento el edificio ya solo sería utilizado como ayuntamiento en su totalidad.
En unas intervenciones de mantenimiento del edificio en la década de los años 1980 se cerraron la puerta y balcón que se situaban en el lateral de la calle Fuenlabrada, la cual ya solo tendrá un pequeño acceso al patio y se pinto un rodapié en color gris. En 1997 fue incluido en el catálogo de bienes protegidos del PGOU. En 2008 se restauró el mecanismo del reloj y se sustituyó la esfera la cual era numérica por la actual con números romanos, además de repintar el edificio blanco en su totalidad. Finalizando el año 2021 se procede a unas intervenciones de restauración de la fachada del antiguo ayuntamiento. 
Actualmente el viejo ayuntamiento es utilizado para pequeños servicios como el 010 atención ciudadana, prensa de la ciudad y sedes para las concejalías de los grupos municipales de los diferentes partidos.
Nueva casa consistorial de Parla

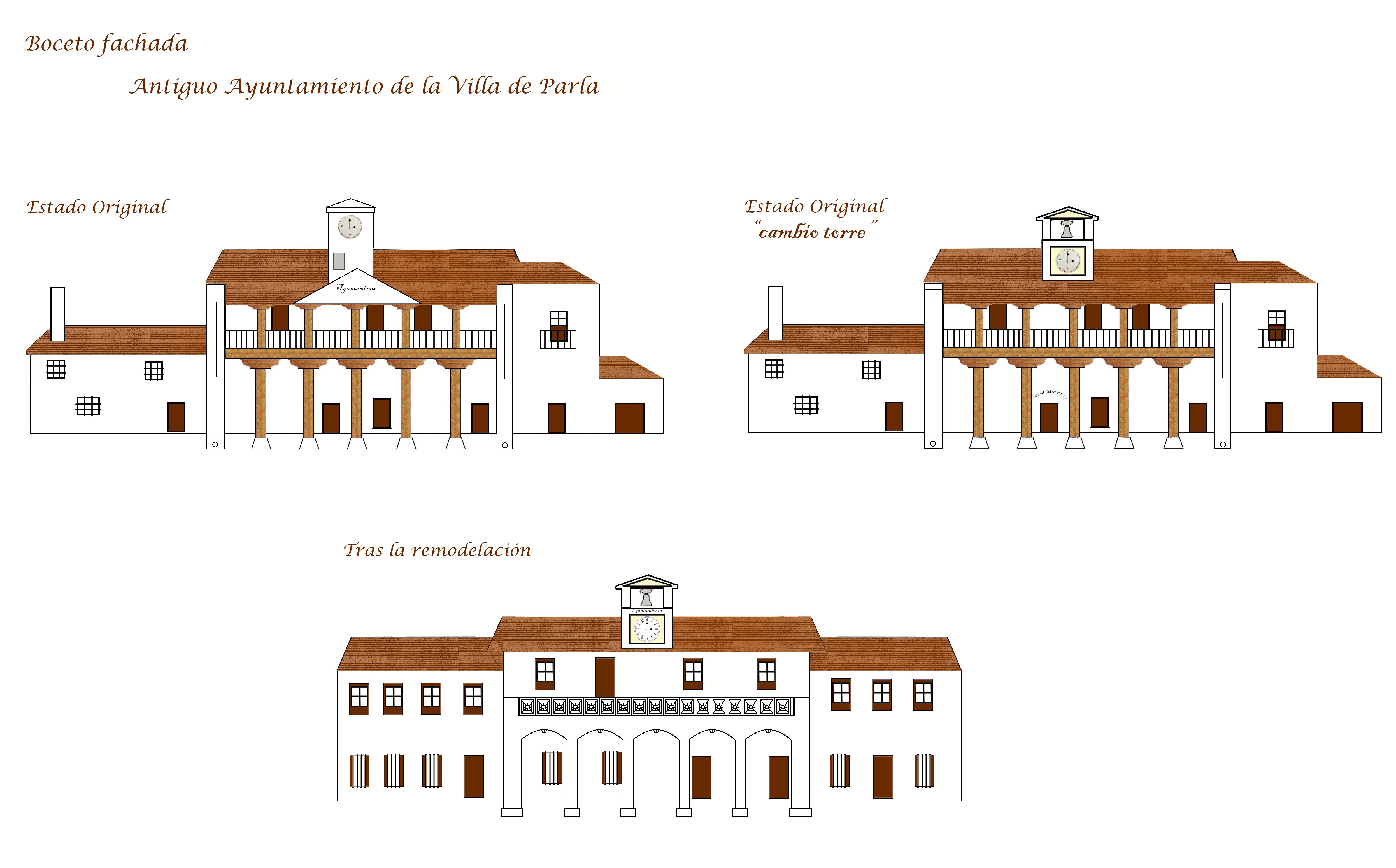
Boceto evolución del antiguo Ayuntamiento de Parla en su estado original y después de la remodelación.

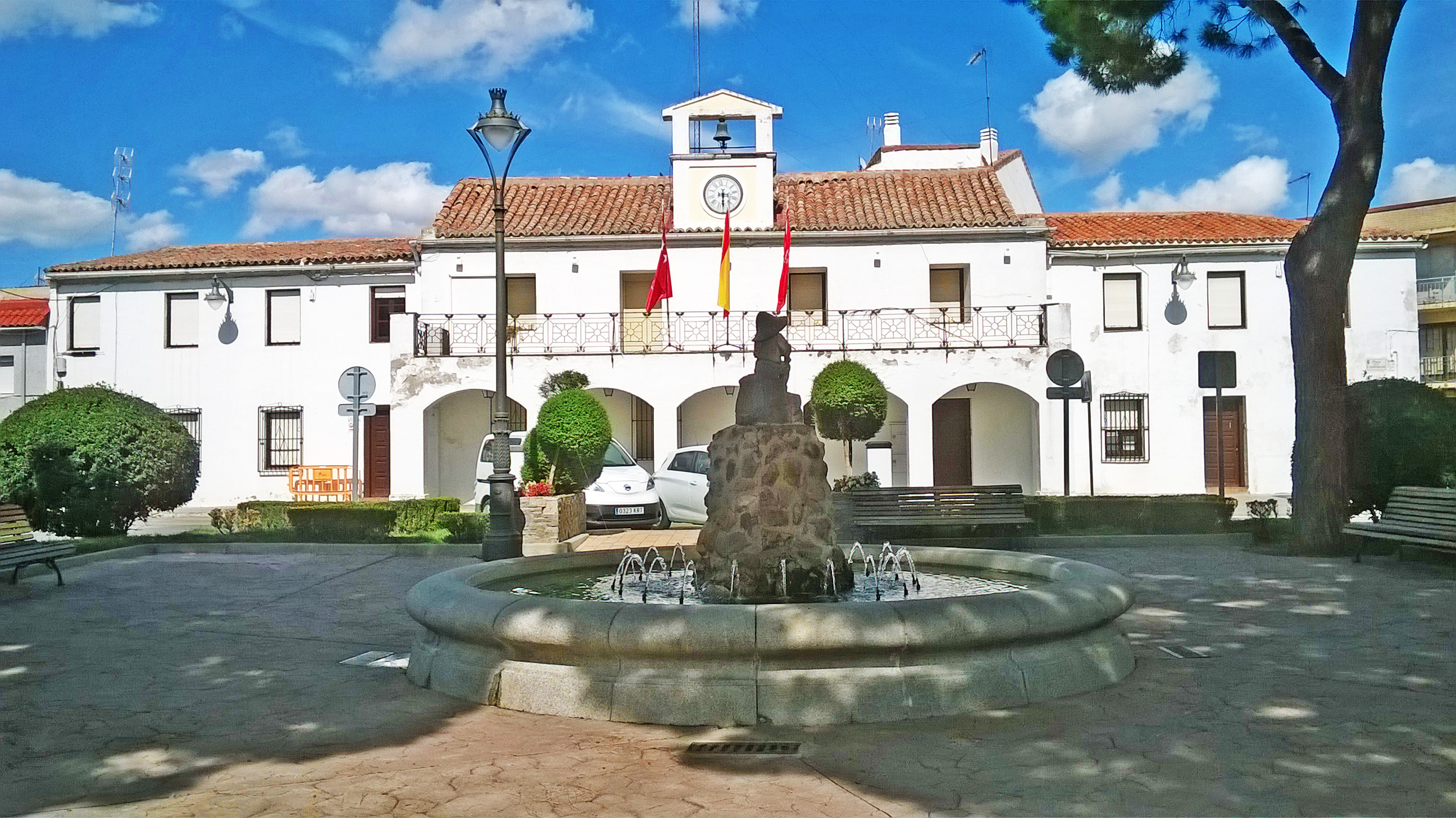
Antiguo Ayuntamiento de Parla

En 1992 se inauguró el nuevo ayuntamiento de Parla, más conocido como Casa Consistorial, que había sido aprobado bajo proyecto en 1985. Se ubica en el Nº 2 de la plaza de la constitución, donde anteriormente se encontraba un antiguo edificio histórico perteneciente al ayuntamiento, la denominada casa del cura que pretendía ser utilizada en sus últimos años como cuartel municipal de la policía local, la cual tubo que cambiar de ubicación, al construirse el nuevo ayuntamiento, justo al lado de este se encuentra el antiguo ayuntamiento y enfrente se encuentra la Casa Hurtado, construida por el famoso arquitecto real del siglo XVII Bartolomé Hurtado García personaje ilustre del municipio parleño y por su antigüedad, siendo la casa más antigua actualmente, pues forma parte del patrimonio de la ciudad como edificio histórico, y al lado de este se ubica la antigua tahona casa horno, todo el conjunto forma a su alrededor la plaza de la constitución. El edificio de la nueva Casa Consistorial cuenta con una superficie de 3500 m², destaca su fachada realizada mediante un chapado en piedra natural sabbia, con una estructura y un diseño de estilo moderno, pues en su época consiguió el Premio Nacional de Arquitectura. Su estructura se distribuye en tres volúmenes unidos mediante una cubierta, quedando un espacio peatonal en su interior que pasa de la calle principal hacia la plaza de la constitución formado por varios accesos abiertos, en este espacio se encuentran varios módulos para los diferentes servicios. Originalmente, la infraestructura estaba pensada para ser un edificio multiusos, el módulo principal se distribuía en sus cinco niveles, dos de ellos bajo sótano donde se encuentra el almacén y el garaje, mientras que en los otros tres niveles restantes se reparten las oficinas municipales y las áreas y despachos para las diferentes concejalías, además del salón de plenos municipal, en los otros dos módulos cercanos a la plaza se desarrollaron para prestar servicio como biblioteca del archivo municipal y cafetería, aunque con los años en las diferentes legislaturas se han ido reorganizando los usos de los diferentes espacios que forman la nueva sede.

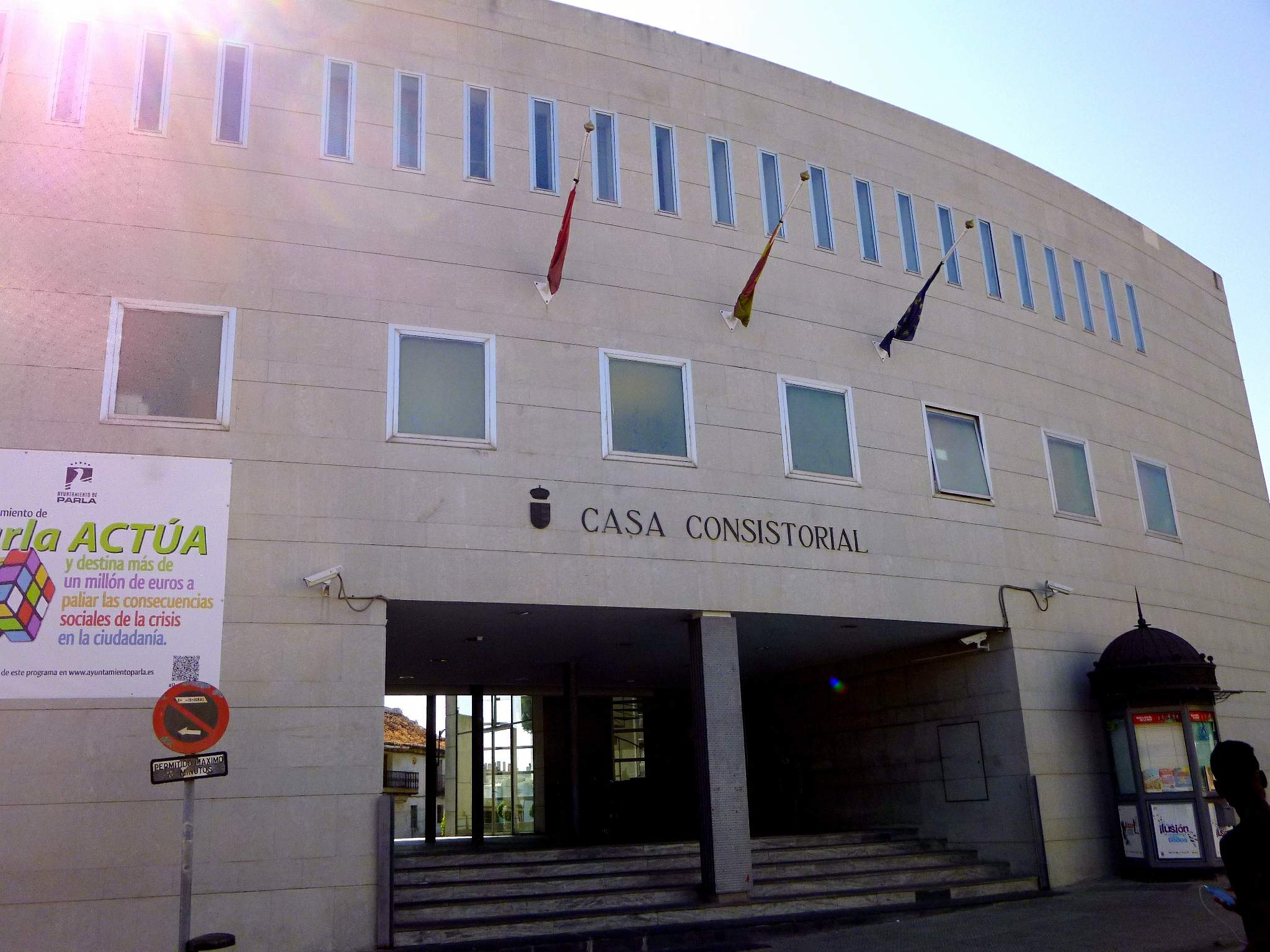
Fachada desde la calle Fuenlabrada/Olivo

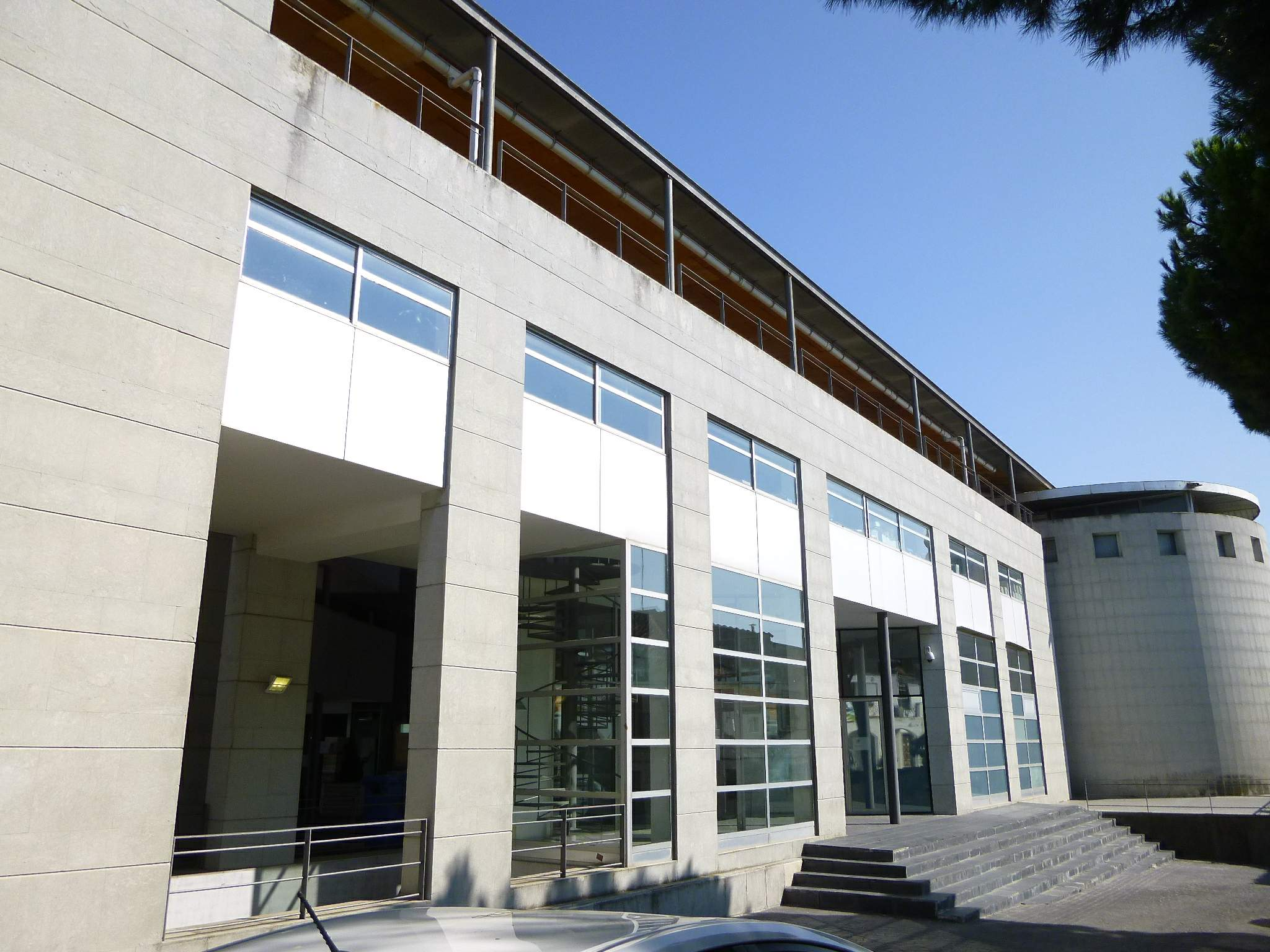
Fachada desde la plaza de la Constitución

## Alcaldes
| Periodo   | Nombre                                                        | Partido                                  |
| --------- | ------------------------------------------------------------- | ---------------------------------------- |
| 1979-1983 | Francisco González                                            | Partido Socialista Obrero Español (PSOE) |
| 1983-1987 | Francisco González                                            | Partido Socialista Obrero Español (PSOE) |
| 1987-1991 | Pedro Bermejo                                                 | Partido Socialista Obrero Español (PSOE) |
| 1991-1995 | José Manuel Ibáñez                                            | Partido Socialista Obrero Español (PSOE) |
| 1995-1999 | José Manuel Ibáñez                                            | Partido Socialista Obrero Español (PSOE) |
| 1999-2003 | Tomás Gómez Franco                                            | Partido Socialista Obrero Español (PSOE) |
| 2003-2007 | Tomás Gómez Franco                                            | Partido Socialista Obrero Español (PSOE) |
| 2007-2011 | Tomás Gómez Franco (2007-2008) José María Fraile (2008-2011)  | Partido Socialista Obrero Español (PSOE) |
| 2011-2015 | José María Fraile (2011-2014) Beatriz Arceredillo (2014-2015) | Partido Socialista Obrero Español (PSOE) |
| 2015-2019 | Luis Martínez                                                 | Partido Popular (PP)                     |
| 2019-2023 | Ramón Jurado                                                  | Partido Socialista Obrero Español (PSOE) |
| 2023-act. | Ramón Jurado                                                  | Partido Socialista Obrero Español (PSOE) |

## Composición de los órganos de gobierno actuales

### Junta de gobierno local
| Junta de gobierno actual |                                                     |                                                                      | |
| Representante            |                                                     |                                                                      | |
| Cargo                    | Atribuciones de áreas de las diferentes concejalías |                                                                      | |
|                          | Ramón Jurado Rodríguez                              | Alcalde (PSOE)                                                       | Presidente                                                                                          |
|                          | Andrés Correa Barbado                               | Primer teniente de Alcalde (PSOE)                                    | Concejal delegado de:1. Economía y Hacienda 2. Nuevas Tecnologías 3. Recursos Humanos               |
|                          | Leticia Sánchez Freire                              | Segunda teniente de Alcalde (Unidas Podemos-IU)                      | Concejal delegado de:1. Igualdad de derechos e inclusión. 2. Vivienda 3. Educación                  |
|                          | Ana Sánchez Valera                                  | Tercera teniente de Alcalde y portavoz del Gobierno municipal (PSOE) | Concejal delegado de:1. Presidencia 2. Comunicación 3. Concejala secretaria de la Junta de Gobierno |
|                          | Carolina Cordero Núñez                              | Cuarta teniente de Alcalde (Unidad Podemos-IU)                       | Concejal delegado de:1. Participación ciudadana 2. Infancia y Adolescencia 3. Medio Ambiente        |
|                          | Francisco Conde Sánchez                             | Concejal ordinario                                                   | Concejal delegado de:1. de Seguridad Ciudadana y Movilidad                                          |
|                          | Gema García Torres                                  | Concejal ordinario                                                   | Concejal delegado de:1. Cultura 2. Empleo 3. Inmigración e interculturalidad                        |
|                          | Francisco Javier Velaz Domínguez                    | Concejal ordinario                                                   | Concejal delegado de:1. Obras 2. Mantenimiento y Limpieza                                           |
|                          | María Curiel Sánchez                                | Concejal ordinario                                                   | Concejal delegado de:1. ienestar Social 2. Salud, Sanidad y Mayores                                 |
|                          | Bruno Garrido Pascual                               | Concejal ordinario                                                   | Concejal delegado de:1. Urbanismo 2. Actividades y 3. Diversidad funcional                          |

### Juntas municipales de distrito
Parla se encuentra dividido en 5 distritos, por lo que cada una de los diferentes distritos tiene asignado un colegio electoral, a su vez también son dirigidos por los diferentes Consejos de Barrio de Parla.
- Distrito Norte (se divide en dos secciones)
  - Distrito Noroeste
  - Distrito Noreste
- Distrito Sur (se divide en dos secciones)
  - Distrito Suroeste
  - Distrito Sureste
- Distrito Este

## Pleno
| Partido político | Partido político                                                             | 2023   | 2019   | 2015   | 2011   | 2007   | 2003   | 1999   | 1995   | 1991   | 1987   | 1983   | 1979   |
| Partido político | Partido político                                                             | Ediles | Ediles | Ediles | Ediles | Ediles | Ediles | Ediles | Ediles | Ediles | Ediles | Ediles | Ediles |
|                  | Partido Socialista Obrero Español (PSOE)                                     | 11     | 9      | 5      | 11     | 20     | 20     | 11     | 9      | 12     | 15     | 20     | 9      |
|                  | Partido Popular (PP)-Alianza Popular (AP)                                    | 9      | 5      | 7      | 11     | 4      | 4      | 9      | 7      | 5      | 3      | 2      | 2      |
|                  | Vox                                                                          | 3      | 3      | 0      | —      | —      | —      | —      | —      | —      | —      | —      | —      |
|                  | Más Madrid                                                                   | 2      | 0      | —      | —      | —      | —      | —      | —      | —      | —      | —      | —      |
|                  | Podemos-Izquierda Unida-Los Verdes (IU-LV)-Partido Comunista de España (PCE) | 2      | 4      | 3      | 4      | 1      | 1      | 5      | 9      | 8      | 4      | 3      | 8      |
|                  | Ciudadanos (CS)                                                              | 0      | 4      | —      | —      | —      | —      | —      | —      | —      | —      | —      | —      |
|                  | Movimiento Organizativo Vecinal En Red Parla (Mover Parla)                   | —      | 2      | 6      | —      | —      | —      | —      | —      | —      | —      | —      | —      |
|                  | Cambiemos Parla                                                              | —      | —      | 6      | —      | —      | —      | —      | —      | —      | —      | —      | —      |
|                  | Unión Progreso y Democracia (UPyD)                                           | —      | —      | 0      | 1      | —      | —      | —      | —      | —      | —      | —      | —      |

## Resultados electorales
| Partido político                           | 2023  | 2023   | 2023       | 2019  | 2019   | 2019       | 2015  | 2015   | 2015       | 2011  | 2011   | 2011       | 2007  | 2007   | 2007       |
| Partido político                           | %     | Votos  | Concejales | %     | Votos  | Concejales | %     | Votos  | Concejales | %     | Votos  | Concejales | %     | Votos  | Concejales |
| Partido Socialista Obrero Español (PSOE)   | 37,89 | 18 500 | 11         | 29,01 | 13 159 | 9          | 16,07 | 7560   | 5          | 37,14 | 17 274 | 11         | 74,43 | 29 281 | 20         |
| Partido Popular (PP)                       | 30,55 | 14 919 | 9          | 19,05 | 8643   | 5          | 23,24 | 10 935 | 7          | 37,09 | 17 252 | 11         | 16,61 | 6534   | 4          |
| Vox                                        | 11,97 | 5848   | 3          | 10,57 | 4796   | 3          | 1,54  | 723    | 0          | —     | —      | —          | —     | —      | —          |
| Más Madrid                                 | 7,45  | 3640   | 2          | 4,92  | 2222   | 0          | —     | —      | —          | —     | —      | —          | —     | —      | —          |
| Podemos-Izquierda Unida-Los Verdes (IU-LV) | 7,03  | 3433   | 2          | 14,87 | 6746   | 4          | 9,63  | 4531   | 3          | 14,34 | 6671   | 4          | 6,15  | 2421   | 1          |
| Ciudadanos (CS)                            | 1,76  | 860    | 0          | 13,05 | 5919   | 4          | —     | —      | —          | —     | —      | —          | —     | —      | —          |
| Mover Parla                                | —     | —      | —          | 6,42  | 2912   | 2          | 19,4  | 9131   | 6          | —     | —      | —          | —     | —      | —          |
| Cambiemos Parla                            | —     | —      | —          | —     | —      | —          | 18,59 | 8746   | 6          | —     | —      | —          | —     | —      | —          |
| Unión Progreso y Democracia (UPyD)         | —     | —      | —          | —     | —      | —          | 4,48  | 2277   | 0          | 5,52  | 2568   | 1          | —     | —      | —          |

## Empresas municipales
El ayuntamiento de Parla es propietario de diferentes empresas del municipio.

## Evolución de la deuda viva municipal
El concepto de deuda viva contempla sólo las deudas con cajas y bancos relativas a créditos financieros, valores de renta fija y préstamos o créditos transferidos a terceros, excluyéndose, por tanto, la deuda comercial.
| Gráfica de evolución de la deuda viva del Ayuntamiento entre 2008 y 2023                        |
|                                                                                                 |
| Deuda viva del Ayuntamiento de Parla, en miles de euros, según datos del Ministerio de Hacienda |